# دوست (مجموعه تلویزیونی)
دوست یک فیلم تلویزیونی محصول سال ۱۳۷۷ به کارگردانی عبدالرضا اکبری،  می‌باشد که از برنامه سیمای خانواده شبکه یک پخش شد.

## بازیگران
- علی طالبلو
- فرحناز منافی ظاهر
- وحید شیخ‌زاده